# خمیسه
خمیسه (به عربی: خمیسة) یک شهرداری در الجزایر است که در Sedrata District واقع شده‌است. خمیسه ۳٬۵۱۷ نفر جمعیت دارد.